# Half Hour of Power
Half Hour of Power är Sum 41s första skiva som var en EP för att visa upp vilka de var. Släpptes 27 juni 2000.

## Låtar på albumet
1. Grab the Devil by the Horns and Fuck Him Up the Ass - 1:07
2. Machine Gun - 2:29
3. What I Believe - 2:49
4. T.H.T. - 0:43
5. Makes No Difference - 3:10
6. Summer - 2:40
7. 32 Ways to Die - 1:31
8. Second Chance for Max Headroom - 3:50
9. Dave's Possessed Hair/It's What We're All About - 3:48
10. Ride the Chariot to the Devil - 0:54
11. Another Time Around - 6:51

## Kuriosa
- Summer är med i tv-spelet Tony Hawk's Pro Skater 3.
- Summer och Makes No Difference finns även med på bandets första "riktiga" album All Killer No Filler.
- Makes No Difference handlar om att ta sig förbi de tuffa och deprimerande delarna av livet, släppa det som hänt och vara apatisk mot alla andras kommentarer och åsikter.
- Bandet tycker att What We're All About är den värsta låt de gjort.
- T.H.T står för "Tables Have Turned".